# Toccata et fugue en ré mineur
Ne doit pas être confondu avec Toccata et fugue en ré mineur BWV 538.
La Toccata et fugue en ré mineur, BWV 565, est une œuvre pour orgue écrite par Jean-Sébastien Bach entre 1703 et 1707.

## Structure
L'œuvre est articulée en trois parties :
- un épisode de 29 mesures, constitué de gammes, arpèges, d'un style récitatif, rhapsodique, en accords dissonants, au style de toccata (prestissimo) ;
- la fugue, de 97 mesures, avec un épisode en forme de toccata (mesures 59 à 85) ;
- la conclusion (mesures 127 à 143), retourne au style récitatif (indiqué expressis verbis) en dynamiques opposées (presto – adagio – vivace – molto adagio…) et très rapprochées.

## Influences
À ses débuts, Bach fut un très grand admirateur de Dietrich Buxtehude, au point de s'absenter plusieurs mois, alors qu'il travaillait pour la ville d'Arnstadt, afin d'aller l'écouter à Lübeck. Les œuvres pour orgue d'Allemagne du Nord de cette époque sont caractérisées par la présence du Stylus phantasticus, dérivé de l'improvisation. Ce dernier comprend des passages héroïques, aux harmonies recherchées et aux changements soudains de rythme. Ces pièces débutent généralement par une partie où le compositeur fait preuve de beaucoup de liberté. Dans sa composition, la toccata de Bach utilise fortement le stylus phantasticus,.

## Une œuvre test pour les orgues
La toccata (de l'italien toccare toucher), est une pièce musicale pour instruments à clavier de style improvisé et virtuose — arpèges, traits, pédale, etc. Originellement destinée à permettre à un instrumentiste de prendre contact avec un instrument, cette forme dérive ensuite pour devenir une démonstration du talent de l'interprète et permettre de faire apprécier les qualités de l'instrument.
Klaus Eidam avance l'hypothèse que l'œuvre de Bach a été écrite afin de mettre à rude épreuve la mécanique des orgues ainsi que le son et la jouabilité de l'instrument. En effet, on a souvent affirmé qu'avant de jouer sur un instrument, Jean-Sébastien Bach tirait tous les jeux de l'orgue afin d'en évaluer la puissance et la suffisance de vent produite par les soufflets. La toccata et fugue BWV 565 de Bach aurait été une œuvre créée à l'origine pour le clavecin puis transposée à l'orgue pour augmenter l'effet spectaculaire.

## Controverse sur la paternité

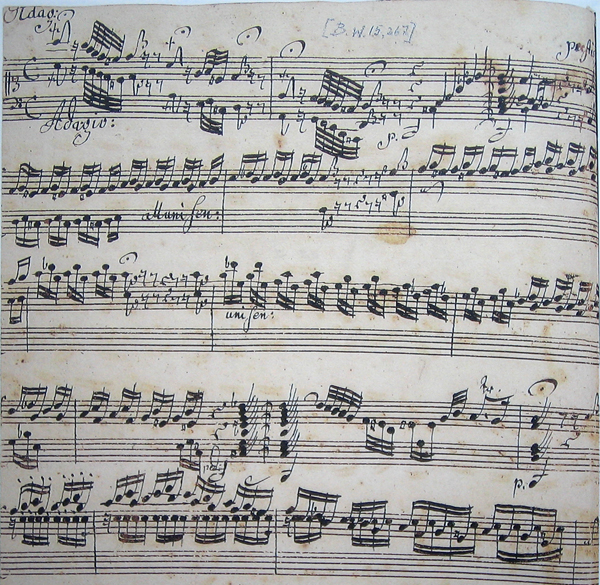
La copie de Ringk, fragment de la première page.

Du fait de l'ancienneté de l'œuvre, il subsiste de nombreuses inconnues sur les conditions de sa composition. En particulier, la source la plus ancienne conservée est une copie par Johannes Ringk à qui on attribue une réputation sulfureuse[réf. souhaitée]. L'idée que BWV 565 puisse être une transcription d'une œuvre pour violon seul a également été émise,,.
De récents travaux musicologiques attribuent aussi l'œuvre à Johann Peter Kellner,, Ringk étant un élève de Kellner,.
Cependant, il existe un très large consensus quant au fait que le BWV 565 est bien une œuvre originale de Jean-Sébastien Bach. Certes, œuvre de jeunesse, elle est particulièrement empreinte des influences dont Bach aimait à s'imprégner. Cependant, les indices de la paternité de Bach abondent, la ressemblance avec d'autres œuvres de Bach est nette (toccata en mi majeur BWV 566, toccata en do majeur BWV 564), et la formule initiale de trois notes (aller-retour descendant sur deux notes voisines (plus généralement appelé un pincé) est retrouvée dans BWV 538 et BWV 540. De manière générale, la solidité et la longueur de la fugue (notamment le petit labyrinthe contrapuntique allant des mesures 97 à 109) étaient probablement inimitables à l'époque.

## Transcriptions
Deux transcriptions pour piano célèbres sont encore jouées : celle de Tausig et celle de Busoni.
Leopold Stokowski a transcrit l'œuvre pour orchestre symphonique. La première exécution se fit par l'orchestre philharmonique de Philadelphie en 1926. Il en subsiste de nombreux enregistrements dont le plus fameux illustre le film Fantasia des studios Disney.
En 1993, Salvatore Sciarrino a fait un arrangement pour flûte solo. Une version pour cor solo a été arrangée par Zsolt Nagy et a été interprétée par Frank Lloyd. Une autre version pour alto solo a été arrangée et enregistrée par Marco Misciagna. Au milieu des années 1990, Fred Mills, alors trompettiste pour Canadian Brass, a créé une adaptation pour quintette de cuivres qui est devenue un standard mondial pour les ensembles de cuivres.

## Dans la culture
L'œuvre fait de nombreuses apparitions dans divers films ou bandes originales :

### Au cinéma
- 1931 : Docteur Jekyll et M. Hyde de Rouben Mamoulian, générique du film ;
- 1934 : Le Chat noir d'Edgar Georg Ulmer ;
- 1940 : Fantasia, arrangement pour orchestre symphonique par Leopold Stokowski ;
- 1954 : 20 000 lieues sous les mers de Richard Fleischer, un extrait de la toccata est jouée par le capitaine Némo à l'orgue du Nautilus ;
- 1960 : La dolce vita de Federico Fellini - à l'occasion de la première rencontre entre Marcello et le personnage Steiner, ce dernier joue le début de la Toccata à l'orgue de l'église ;
- 1962 : Le Fantôme de l'Opéra de Terence Fisher ;
- 1965 : La Grande Course autour du monde de Blake Edwards, dans la scène où le professeur Fatalitas, assis devant son orgue mécanique, fait semblant de jouer avant de passer à table ;
- 1972 : Histoires d'outre-tombe de Freddie Francis ;
- 1975 : Rollerball de Norman Jewison, générique ;
- 1976 : L'Année sainte de Jean Girault ;
- 1982 : Monty Python : Le Sens de la vie de Terry Jones, pour souligner avec humour le côté dramatique du match de rugby profs-élèves ;
- 1986 : Devil Story de Bernard Launois, le début de la Toccata est joué pour renforcer l'impression d'angoisse lorsque le jeune couple de héros arrive en pleine nuit, sous une pluie battante, devant le manoir qui accueille leur hôtel ;
- 1990 : Gremlins 2 : La Nouvelle Génération de Joe Dante, un extrait y est joué par les Gremlins dans les bureaux de la CCN ;
- 2000 : Scary Scream Movie, de John Blanchard l'introduction de la fugue est joué lors de la scène dans la salle de projection ;
- 2002 : Rollerball de John McTiernan ;
- 2005 : Aviator de Martin Scorsese ;
- 2006 : Pirates des Caraïbes : Le Secret du coffre maudit de Gore Verbinski, un échantillon est utilisé pour le thème du Kraken ;
- 2009 : Tom et Jerry : Élémentaire, mon cher Jerry, un extrait est joué par Droopy et un de ses compères, tous deux policiers. Tom et Jerry se trouvent dans l'orgue actionné par Droopy ;
- 2011 : The Tree of Life de Terrence Malick, un large extrait est joué par le personnage incarné par Brad Pitt ;
- 2012 : Cloud Atlas des Wachowski, un échantillon est présent dans la piste intitulée « Travel To Edinburgh » ;
- 2016 : Brice 3 de James Huth, la Toccata est utilisée dans une scène du début du film lorsque les enfants demandent au vieux Brice de leur raconter une vraie histoire ;
- 2018 : Ocean's 8 de Gary Ross ;
- 2022 : Doctor Strange in the Multiverse of Madness de Sam Raimi, durant une scène de combat dans l'univers effondré.

### À la télévision
- Il était une fois… l'Homme, générique ;
- Naruto, un sample est utilisé pour les deux thèmes musicaux du personnage Orochimaru ;
- Bleach, un extrait de la Toccata est repris dans Senna (7e titre de l'OST du premier film) tandis que le début de la Fugue est repris dans Shadow's Masquerade (16e titre du deuxième OST de la série) ;
- Les Simpson, dans le premier Simpson's Horror Show ;
- Le Grand Restaurant, une version modernisée d'un extrait est jouée lors du générique d'ouverture ;
- Boardwalk Empire, saison 1 épisode 7 ;
- La Famille Addams (la série animée de 1992), au tout début du générique ;
- Objectif Nul (série des Nuls), durant le premier épisode L'Arrivée de Syntaxerror ;
- Tamako Market, épisode 8 ;
- Tom le dinosaure, quand le méchant arrive ;
- The Frankenstein Chronicles, scène finale de l'épisode 6 de la saison 1 ;
- Il était une fois… ces Drôles d'objets, générique :
- Wallace et Gromit : La Palme de la vengeance (2024), dans un clin d’œil au film 20 000 lieues sous les mers de 1954.

### Dans le jeu vidéo
- Mount and Blade: Warband: Napoleonic Wars possibilité de jouer la musique à l'orgue ;
- Dark Castle, la seule musique du jeu ;
- Gyruss, seule musique du jeu ;
- The Battle of Olympus, l'une des musiques du jeu ;
- Phoenix Wright: Ace Attorney - Justice for All, au début du jeu (2006) ;
- Deathsmiles, la Toccata est jouée lors du boss final de ce jeu ;
- Donkey Kong Jr., dans la scène d'introduction (seulement sur la version d'Arcade) ;
- Saints Row IV, l'une des musiques du jeu ;
- Civilization II, dans la vidéo apparaissant à la suite de la construction de la Cathédrale de Jean-Sébastien Bach ;
- Rings of Power, sur Mega Drive, dans les églises ;
- Castlevania, la Toccata a été reprise plusieurs fois notamment dans les opus Lament of Innocence et Curse of Darkness lors des combats contre les vampires ;
- World of Tanks, la Toccata est reprise dans la musique de la carte Ruinberg

### En musique
- Reprise accélérée de trois minutes par le groupe de pop punk The Toy Dolls sous le titre Toccata in DM sur l'album Absurd-Ditties (1993) ;
- Les dernières mesures en sont données sous une forme orchestrée par Léo Ferré à la fin de la chanson Mister Giorgina, dans son album La Langue française ;
- Tanzwut sur l'album Schattenreiter dans le morceau Toccata, en font une reprise folk metal avec cornemuse ;
- Dans l'anime Initial D de Shūichi Shigeno, une musique (Back On the Rocks, 12e chanson du CD Initial D D Selection 1 de Mega NRG Man) reprend le début de la toccata et fugue à l'orgue ;
- Killing Is My Business... and Business Is Good! du groupe de thrash metal Megadeth : Les premières notes de la fugue sont jouées au début de la chanson Last Rites / Loved to Deth ;
- Le groupe de death metal mélodique Children of Bodom reprend une brève partie de la toccata dans le morceau The Nail sur l'album Something Wild sorti en 1997 ;
- Le groupe de metal extrême Cradle of Filth dans le morceau Of Mist And Midnight Skies sur l'album The Principle of Evil Made Flesh sorti en 1994 ;
- Le groupe de heavy metal Cirith Ungol, dans le morceau Toccata in Dm sur l'album  King of the Dead sorti en 1984 ;
- Le guitariste de hard rock Slash reprend la toccata dans le morceau Anastasia sur l'album Apocalyptic Love sorti en 2011 ;
- Le groupe de visual kei Versailles reprend la fugue au milieu de son morceau The Red Carpet Day dans son EP Lyrical Sympathy sorti en 2007 ;
- Le groupe d'eurodance 2 Unlimited utilise la fugue dans sa chanson The Real Thing sur l'album Real Things sorti en 1994 ;
- Le groupe de musique électronique Justice joue au Moog les premières notes de la toccata en introduction de ses concerts lors de leur tournée mondiale 2012 ;
- Le rappeur Mos Def reprend, dans son hommage non posthume au rappeur MF DOOM : BeyOnDoom, la toccata dans la chanson Mayo Clinic ;
- Le DJ et producteur de musique électronique Overwerk dans son morceau Toccata sur l'album Canon sorti en 2015 ;
- Reprise de l'air dans la musique 21st Century Crooners" du groupe de rock Ghinzu dans l'album Blow sorti en 2004 ;
- Le groupe de new age Enigma sample la toccata dans la chanson Sadeness (Part II) sur l'album The Fall of a Rebel Angel sorti en 2016.
- Le rappeur Playboi Carti utilise la toccata dans le morceau « Vamp Anthem », présent sur l'album Whole Lotta Red sorti en 2020.
- Dans You Make Me Feel Like It’s Halloween du trio britannique Muse, en 2022 sur l’album Will Of The People, la fin du morceau reprend la fin de l’introduction le morceau de Bach.